# Odigítria (Creta)
Odigítria (en grec, Οδηγήτρια) és un jaciment arqueològic que pren el nom d'un monestir proper. Se situa al sud de la plana de Mesarà, en la Unitat perifèrica d'Iràklio, a l'illa de Creta (Grècia).
Aquest jaciment, l'excavà el 1979 Nota Dimopoulou i el 1980 Antonis Vasilakis, després que s'hi produïren excavacions il·legals que van revelar-ne l'existència. Consta d'una necròpoli amb dues tombes de volta, una sèrie de sales adossades a una de les tombes, una ossera, un pati pavimentat i un possible altar. S'hi van realitzar uns 150 enterraments. Entre les troballes de les tombes figuren segells, penjolls, collarets, joies d'or, recipients de ceràmica i de pedra i fulles d'obsidiana. Es creu que les tombes van estar en ús durant uns mil anys des del seu origen, que degué produir-se en el període minoic antic IA.